# Шифляр, Франсуа
Франсуа-Николя Шифляр (фр. François-Nicolas Chifflart; 21 марта 1825, Сент-Омер — 19 марта 1901, Париж) — французский художник, рисовальщик и гравёр.

## Биография
Первые уроки мастерства получил во время учёбы в муниципальной художественной школе г. Сент-Омер. В 1844 году поступил в парижскую Школу изящных искусств, где стал учеником Леона Конье.
В 1851 получил Первую Римскую премию за историческую живопись «Перикл у смертного ложа своего сына», а в следующем году — Третью премию с картиной «Зенобия на берегах Аракса».
Протестуя против академизма в живописи, художник со временем всё больше отдавал сил и внимания искусству гравировки и рисунку.
Его гравюрами для «Фауста», выставленными в Салоне в 1859 году, восхищались Бодлер и Теофиль Готье.
После встречи и знакомства с Виктором Гюго, в 1867 году Ф. Шифляр начинает новую карьеру художника-иллюстратора. Им выполнен ряд иллюстраций к произведениям Гюго, в том числе романам «Труженики моря» и «Собор Парижской Богоматери».
Выступил с критикой авторитарной империю Наполеона III, в результате чего потерял часть своей богатой парижской клиентуры.
Умер в Париже. В память о своём земляке именем Ф. Шифляра названа улица в Сент-Омере.

## Galerie

Работы Франсуа Шифляра
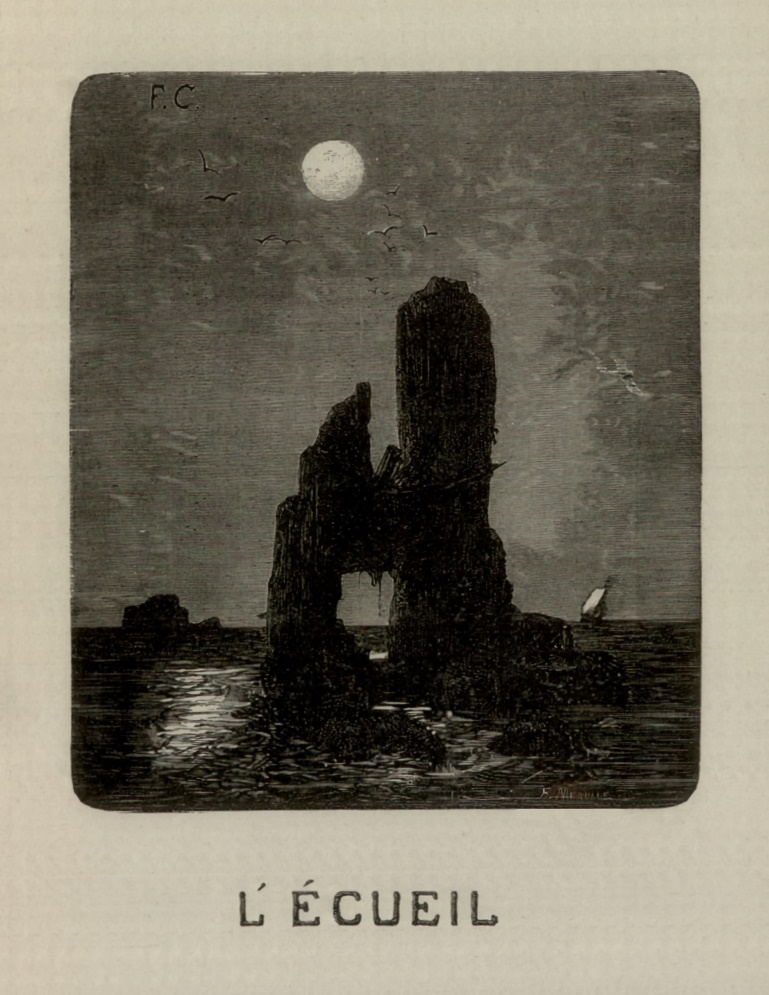
Иллюстрация к роману Труженики моря Виктора Гюго (1866).
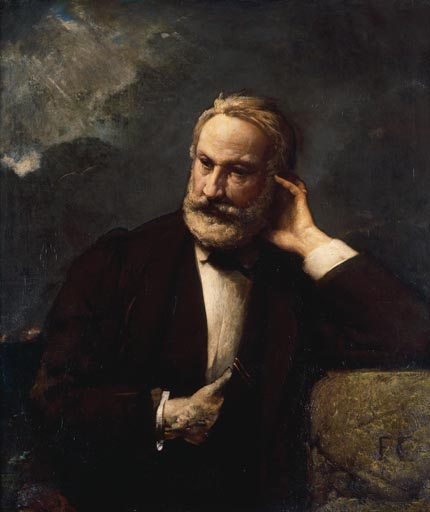
Портрет Виктора Гюго (1868), Париж, Дом-музей Виктора Гюго.
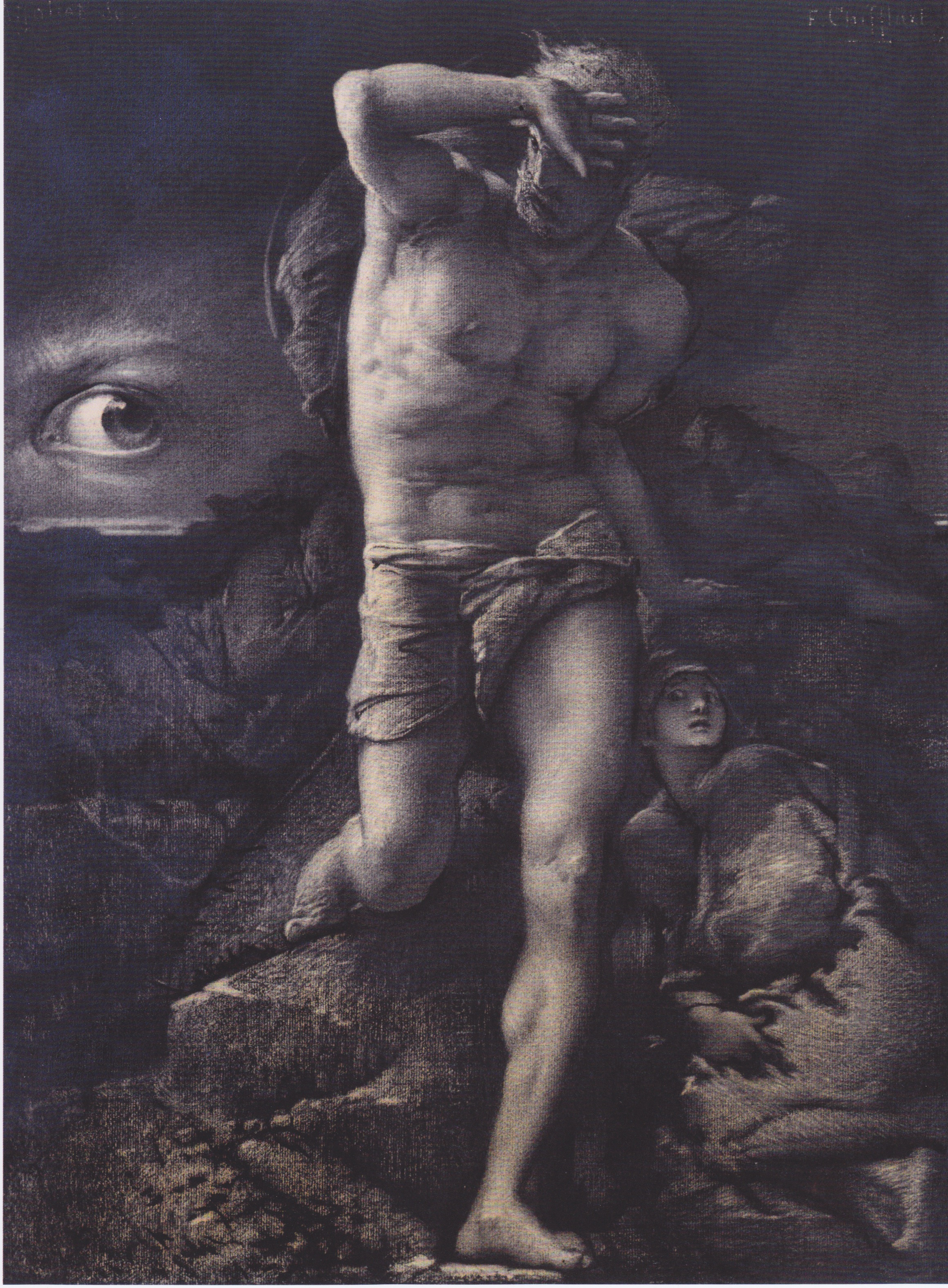
Иллюстрация к произведению Совесть  Гюго (1877), Париж, Дом-музей Виктора Гюго.
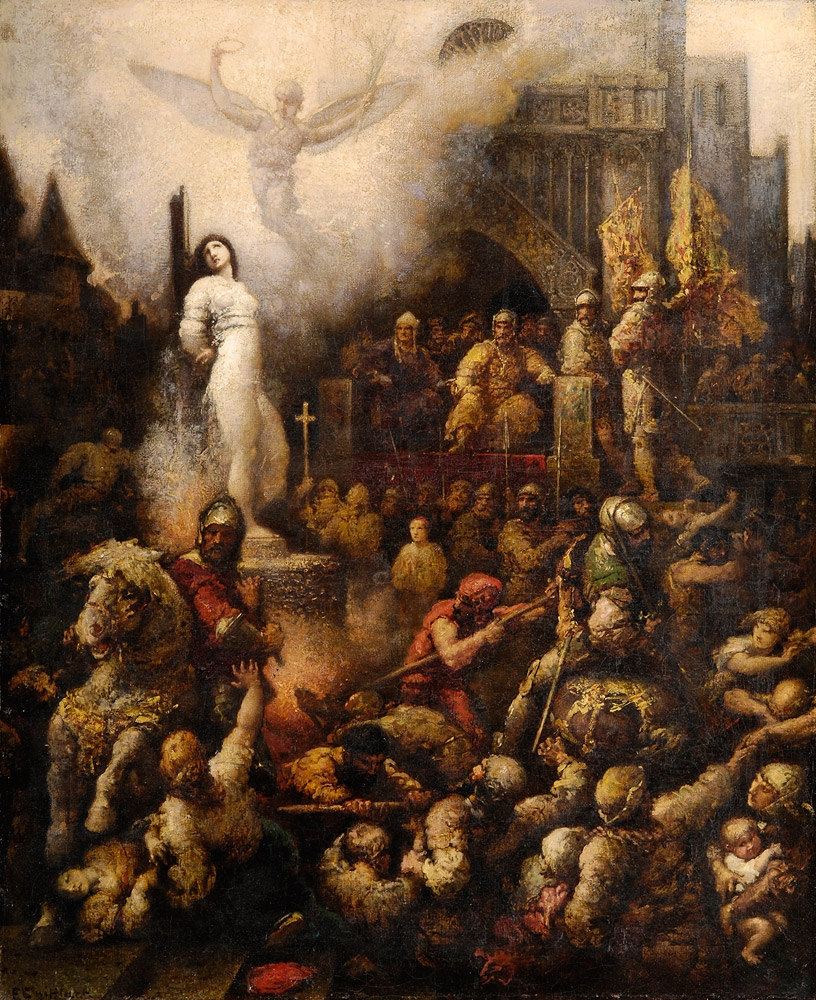
Сожжение Жанны Д'Арк